# Грузия на Универсиадах
Грузия принимает участие в Универсиадах начиная с летней Универсиады 1995 года в Фукуоке. На зимних Универсиадах спортивная делегация Грузии участвует начиная с Универсиады 2005 года в Инсбруке.
На настоящее время спортсмены Грузии на всех Универсиадах завоевали в сумме 19 медалей, из них 2 золотых.
До 1993 года спортсмены Грузии выступали на Универсиадах в составе спортивной делегации СССР.

## Медальный зачёт
По состоянию на настоящий момент (после летней Универсиады 2021 и зимней Универсиады 2023).

### Медали на летних Универсиадах
| Универсиады    | Золото               | Серебро              | Бронза               | Всего                | Место                |
| -------------- | -------------------- | -------------------- | -------------------- | -------------------- | -------------------- |
| 1995 Фукуока   | 0                    | 0                    | 0                    | 0                    | —                    |
| 1997 Сицилия   | 0                    | 0                    | 0                    | 0                    | —                    |
| 1999 Пальма    | 0                    | 0                    | 2                    | 2                    | 40                   |
| 2001 Пекин     | 0                    | 1                    | 0                    | 1                    | 38                   |
| 2003 Тэгу      | 0                    | 0                    | 0                    | 0                    | —                    |
| 2005 Измир     | 1                    | 0                    | 3                    | 4                    | 33                   |
| 2007 Бангкок   | 1                    | 0                    | 1                    | 2                    | 40                   |
| 2009 Белград   | не участвовали       | не участвовали       | не участвовали       | не участвовали       | не участвовали       |
| 2011 Шэньчжэнь | 0                    | 0                    | 1                    | 1                    | 59                   |
| 2013 Казань    | 0                    | 1                    | 1                    | 2                    | 49                   |
| 2015 Кванджу   | 0                    | 0                    | 0                    | 0                    | —                    |
| 2017 Тайбэй    | не участвовали       | не участвовали       | не участвовали       | не участвовали       | не участвовали       |
| 2019 Неаполь   | 0                    | 1                    | 1                    | 2                    | 49                   |
| 2021 Чэнду     | 0                    | 0                    | 4                    | 4                    | 45                   |
| 2023           | Универсиада отменена | Универсиада отменена | Универсиада отменена | Универсиада отменена | Универсиада отменена |
| Всего          | 2                    | 3                    | 13                   | 18                   |                      |

### Медали на зимних Универсиадах
| Универсиады                  | Золото               | Серебро              | Бронза               | Всего                | Место                |
| ---------------------------- | -------------------- | -------------------- | -------------------- | -------------------- | -------------------- |
| 2005 Инсбрук                 | 0                    | 0                    | 0                    | 0                    | —                    |
| 2007 Турин                   | 0                    | 0                    | 0                    | 0                    | —                    |
| 2009—2011                    | не участвовали       | не участвовали       | не участвовали       | не участвовали       | не участвовали       |
| 2013 Трентино                | 0                    | 0                    | 0                    | 0                    | —                    |
| 2015 Гранада / Штрбске-Плесо | 0                    | 0                    | 0                    | 0                    | —                    |
| 2017 Алматы                  | 0                    | 0                    | 0                    | 0                    | —                    |
| 2019 Красноярск              | 0                    | 0                    | 1                    | 1                    | 19                   |
| 2021                         | Универсиада отменена | Универсиада отменена | Универсиада отменена | Универсиада отменена | Универсиада отменена |
| 2023 Лейк-Плэсид             | не участвовали       | не участвовали       | не участвовали       | не участвовали       | не участвовали       |
| Всего                        | 0                    | 0                    | 1                    | 1                    |                      |